# Мундукса
Мундукса — река в России, протекает большей частью по Подпорожскому району Ленинградской области, однако исток реки находится в Прионежском районе Карелии. Впадает реку Муромлю слева. Длина реки составляет 20 км, площадь водосборного бассейна 96,2 км².
Имеет левый приток — Лепручей.

## Данные водного реестра
По данным государственного водного реестра России относится к Балтийскому бассейновому округу, водохозяйственный участок реки — Свирь без бассейна Онежского озера, речной подбассейн реки — Свирь (включая реки бассейна Онежского озера). Относится к речному бассейну реки Нева (включая бассейны рек Онежского и Ладожского озера).
Код объекта в государственном водном реестре — 01040100712102000012349.